# Piotr Górecki (dziennikarz)
Piotr Górecki  (ur. w 1958 w Warszawie) − polski dziennikarz telewizyjny, były korespondent wojenny TVP.

## Życiorys
Ukończył XVII Liceum Ogólnokształcące im. Andrzeja Frycza Modrzewskiego w Warszawie (rocznik 1976). Od początku lat 80. do 2002 roku pracował w redakcji informacyjnej TVP. W tym czasie w latach 1990–1995 był korespondentem Telewizji Polskiej w Pradze. Jako tamtejszy korespondent obserwował z bliska rozpad Czechosłowacji. W latach 2002–2004 był reporterem „Informacji” w Polsacie. Od 2004 roku jest reporterem zagranicznym w TVP a także prowadzi liczne programy poświęcone tematyce zagranicznej. 2 kwietnia 2014 zasiadł w Komisji Etyki TVP IX kadencji. Pracę w TVP zakończył w grudniu 2017.
Jego żoną jest Ewa Górecka, profesor nauk chemicznych.

## Nagrody dziennikarskie
- 2012: Laureat Nagrody Polskiej Agencji Prasowej im Ryszarda Kapuścińskiego w kategorii: Relacja telewizyjna i nagranie wideo za materiał dla TVP „Massud – afgański bohater”[7]
- 2009: Nominacja do nagrody dziennikarskiej MediaTory w kategorii TORPEDA[8].